# 小反平行四邊形二十四面體
在幾何學中，小反平行四邊形二十四面體是一種星形二十四面體，由24個反平行四邊形組成，其索引編號為DU18，對偶多面體為小斜方立方體。其外觀與小六角星化二十四面體相同。

## 性質
小反平行四邊形二十四面體由24個全等的反平行四邊形組成，其具有48條稜和18個頂點。在其18個頂點中，有12個是4個反平行四邊形的公共頂點、另外6個是8個反平行四邊形的公共頂點。
每個反平行四邊形具有2個{\displaystyle \arccos({\frac {1}{4}}+{\frac {1}{2}}{\sqrt {2}})\approx 16.842\,116\,236\,30^{\circ }}的角以及2個{\displaystyle \arccos(-{\frac {1}{2}}+{\frac {1}{4}}{\sqrt {2}})\approx 98.421\,058\,118\,15^{\circ }}的角，其對角線交角為{\displaystyle \arccos({\frac {1}{4}}+{\frac {1}{8}}{\sqrt {2}})\approx 64.736\,825\,645\,55^{\circ }}。每個邊相鄰的兩個反平行四邊形間的二面角皆為{\displaystyle \arccos({\frac {-7-4{\sqrt {2}}}{17}})\approx 138.117\,959\,055\,51^{\circ }}。

## 相關多面體

### 反平行四邊形二十四面體
小反平行四邊形二十四面體由24個全等的反平行四邊形組成，其具有48條稜和18個頂點，這些特性與反平行四邊形二十四面體相同，但他們的對偶多面體不同：小反平行四邊形二十四面體的對偶多面體為小斜方立方體；而反平行四邊形二十四面體的對偶多面體為大斜方立方體。
另外一個差別在於其頂點間的相聯方式，小反平行四邊形二十四面體的頂點圖為八邊形，而反平行四邊形二十四面體頂點圖為八角星，根據對偶多面體的定義，對偶多面體的面形狀會與原始立體的頂點圖相同，小斜方立方體由正方形和八邊形組成，而大斜方立方體由三角形和八角星組成而導致了這些差異。
| 多面體     | 小反平行四邊形二十四面體 | 反平行四邊形二十四面體 |
| 組成的面   | 反平行四邊形             | 反平行四邊形           |
| 對偶多面體 | 小斜方立方體             | 大斜方立方體           |

### 小六角星化二十四面體
小反平行四邊形二十四面體的外觀與小六角星化二十四面體相同，但組成面的形狀不同：小反平行四邊形二十四面體的面由反平行四邊形組成，而小六角星化二十四面體的面由凹鳶形組成。
| 多面體     | 小反平行四邊形二十四面體 | 小六角星化二十四面體 |
| 組成的面   | 反平行四邊形             | 凹鳶形               |
| 對偶多面體 | 小斜方立方體             | 小立方立方八面體     |